# Александър Ростковски
Александър Аркадиевич Ростковски (на руски: Александр Аркадьевич Ростковский) е руски дипломат, консул в Битоля от 1895 до 1903 г. Ростковски е известен със своята антибългарска и просръбска дейност в Македония.

## Биография
Ростковски е роден в 1860 година в Херсон, Руската империя. Баща му Аркадий Ростковски е офицер, командир на Втора гренадирска дивизия.
Ростковски учи в Императорския Александровски лицей и след завършването му в 1883 година започва служба в руското външно министерство. Първата задгранична служба на Ростковски е в България като втори секретар на руската дипломатическа мисия. След това работи като секретар и преводач от източни езици в мисиите в Йерусалим, Янина и Бейрут. В 1893 година Ростковски става вицеконсул в Бриндизи, Италия, а в 1895 година е назначен за консул в Битоля, Османската империя.
В 1902 година учител на децата на Ростковски става Кръсте Мисирков.
Георги Попхристов пише, че Ростковски:
| „ | Както всички консули въ Македония по инструкции отъ горе, не искаше да чуе за нашето дѣло. Той бѣше ексцентриченъ човѣкъ, отличаваше се съ своята грубость къмъ населението, а особено къмъ турското. | “ |

При избухването на Илинденско-Преображенското въстание на 20 юли (2 август) 1903 година Ростковски, придлужаван от Кръстьо Мисирков, заминава на посещение в Буковския манастир. При завръщането му на 8 август на входа на Битоля османските стражари не го поздравяват, вероятно поради свадливия му характер и дадената от него гласност на предприетите от властите репресии. Недоволен от това той слиза от файтона, като предизвиква свада, а според някои източници удря един от гавазите арнаути и той го застрелва. Това предизвиква голям дипломатически скандал, в резултат на който под руски военен и политически натиск битолският валия Али Ръза паша е заточен в Либия, а стражарите са осъдени на смърт. Ростковски е погребан на 9 август (22 август) в Солун.
На мястото на убийството е изграден мемориал, наречен Руски кръст.